# Paris Volley
O Paris Volley é um clube de voleibol masculino francês fundado em 1998, com sede na cidade de Paris, na região da Ilha de França. Atualmente o clube disputa a Ligue A, a primeira divisão do campeonato francês.

## Histórico
O Paris Volley foi fundado em 1998, pela fusão da seção de voleibol do Paris Université Club (PUC) e do Paris Saint-Germain Racing Volley. O clube adota o nome de Paris Volley após a retirada financeira do Canal+ do Paris Saint-Germain Racing Volley. O Paris Volley está no entanto sempre ligado à PUC, pois a existência de uma seção profissional de voleibol só é possível com o apoio de seções amadoras de jovens da universidade.
A fase moderna do clube é adornada com um sucesso incomparável. Campeão da França, quatro anos consecutivos de 2000 a 2003 sob a direção do técnico canadense Glenn Hoag, depois quatro títulos consecutivos de 2006 a 2009 sob a direção do técnico franco-brasileiro Maurício Paes.
Conquistou seu primeiro título continental em 2000 após vencer o Piemonte Volley na Taça dos Vencedores, atual Taça CEV. Após o tal feito, garantiu vaga na última edição da Supercopa Europeia, onde se sagrou campeão após derrotar na final o italiano Sisley Volley – então campeão da Liga dos Campeões – por 3 sets a 2.
O clube apresenta uma das maiores conquistas do esporte francês, sendo o primeiro clube francês a vencer a prestigiada Liga dos Campeões, na temporada 2000–01.
Em 2014, voltou a conquistar um título continetal, sendo o quarto em sua história. Depois de uma péssima derrota fora de casa por 0 a 3 na primeira partida contra o russo Guberniya Nizhniy Novgorod, a equipe francesa venceu a segunda partida em casa por 3 a 1 (25–23, 23–25, 25–21 e 25–19) e depois conquistou o crucial golden set por 15 a 11, tendo como melhor jogador da competição o ponteiro sérvio Marko Ivović.

## Títulos

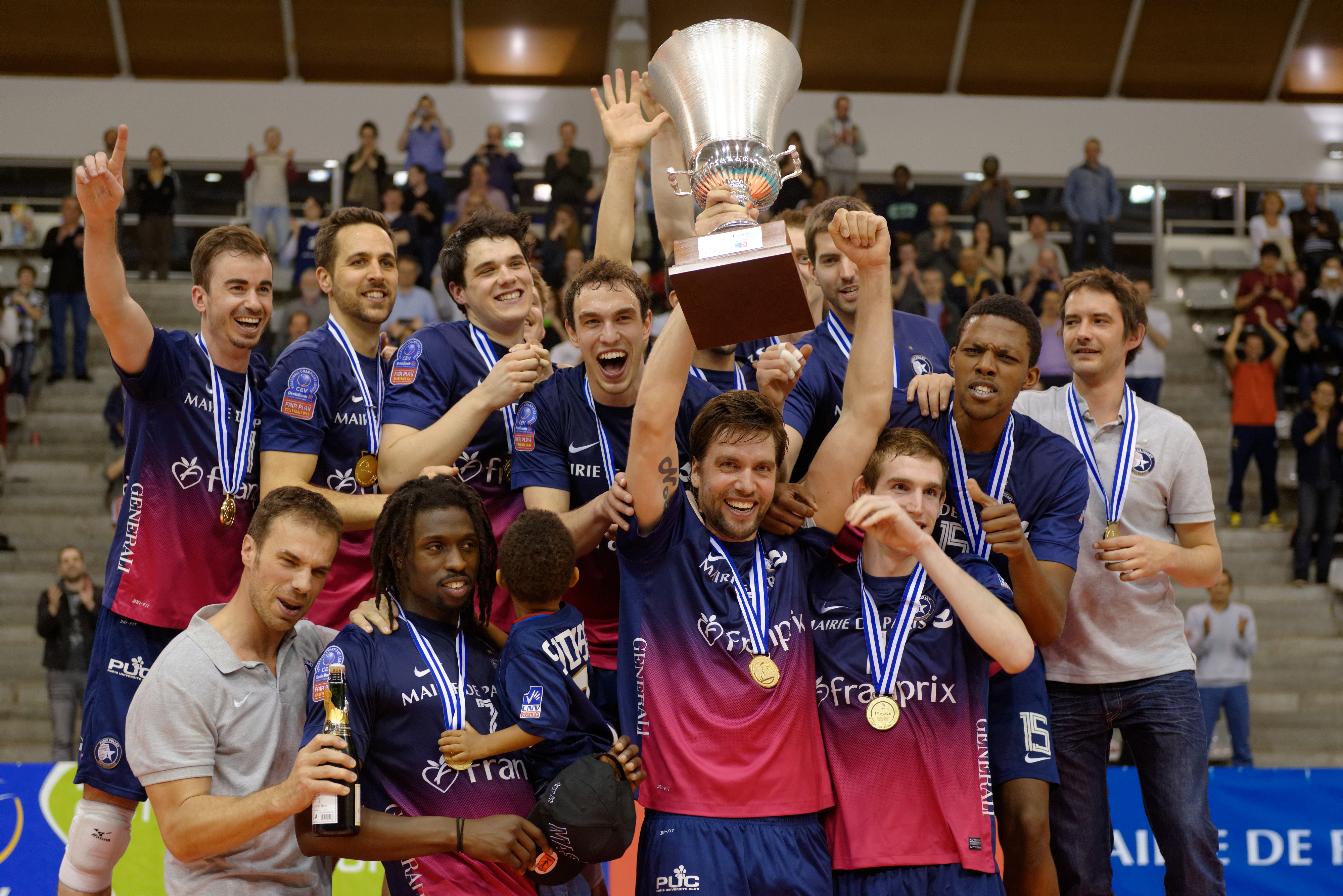
Equipe do Paris Volley comemorando o título da Taça CEV de 2013–14.

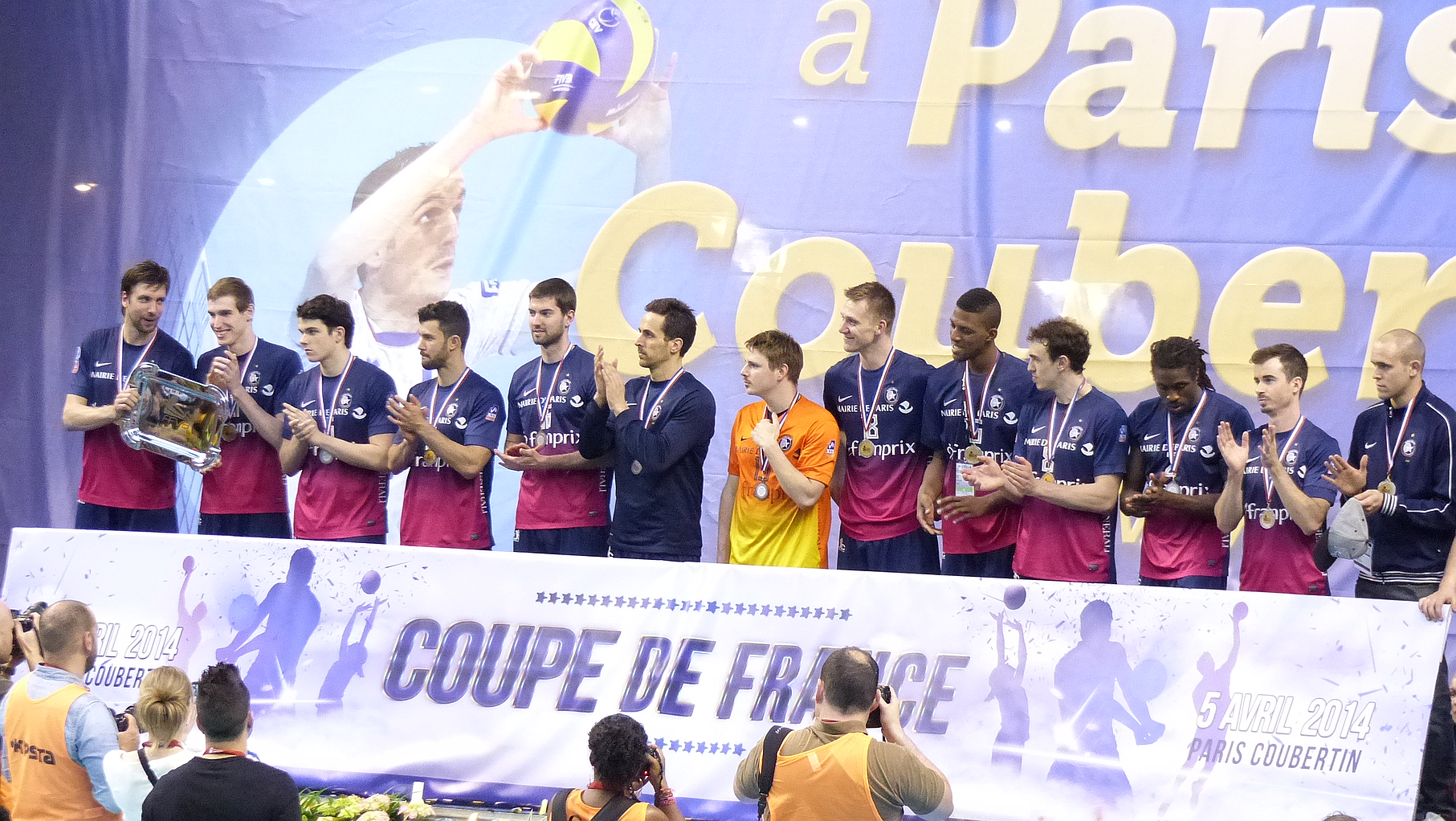
Paris Volley foi vice-campeão da Copa da França de 2013–14.

### Campeonatos continentais
Liga dos Campeões
- Campeão: 2000–01

 Taça CEV
- Campeão: 1999–00, 2013–14

 Supercopa Europeia
- Campeão: 2000

### Campeonatos nacionais
Campeonato Francês
- Campeão: 1999–00, 2000–01, 2001-02, 2002-03, 2005–06, 2006–07, 2007–08, 2008–09, 2015–16
- Vice-campeão: 1998-99, 2012–13, 2013–14, 2014–15

 Copa da França
- Campeão: 1998–99, 1999–00, 2000–01, 2003–04
- Vice-campeã:  2013–14

 Supercopa Francesa
- Campeão: 2004, 2006, 2013

## Elenco atual
Atletas selecionados para disputar a temporada 2022–23.
| Camisa                    | Nome               | Altura (m) | Posição    |
| ------------------------- | ------------------ | ---------- | ---------- |
| 1                         | Raphael Ossart     | —          | Levantador |
| 2                         | Kellian Motta Paes | 1,90       | Levantador |
| 7                         | Baptiste Focard    | —          | Ponteiro   |
| 8                         | Nikola Kovačević   | 1,93       | Ponteiro   |
| 9                         | Nicolás Méndez     | 1,91       | Ponteiro   |
| 13                        | Killian Weidner    | 2,03       | Central    |
| 14                        | Pablo Crer         | 2,05       | Central    |
| 15                        | Julian Weisigk     | 1,96       | Oposto     |
| 16                        | Alexis González    | 1,84       | Líbero     |
| 17                        | Joachim Panou      | 1,97       | Ponteiro   |
| 18                        | Mathäus Jurkovics  | 2,11       | Central    |
| Técnico: Dorian Rougeyron |                    |            |            |